# 台灣漁港列表
根據中華民國的漁業法規，臺灣的漁港共分成二類：第一類漁港乃使用目的屬於全國性或配合漁業發展特殊需要者，主管機關為中華民國農業部；其他不屬於第一類漁港的則歸於第二類漁港，主管機關為當地直轄市、縣市政府。據漁業署當前規劃，目前第一類漁港共有9處，分別是基隆市正濱漁港、基隆市八斗子漁港、宜蘭縣烏石漁港、宜蘭縣南方澳漁港、新竹市新竹漁港、臺中市梧棲漁港、台南市安平漁港、高雄市前鎮漁港、屏東縣東港鹽埔漁港，第二類漁港則有215處。
已經廢止的舊制中，臺灣的漁港共分成四類，第一類漁港使用範圍為全臺灣（全臺、遠洋漁業），第二類漁港是屬於區域性（近海漁業），第三類漁港為地方性（沿岸漁業），第四類漁港主要是離島或偏遠地區的作業漁船避風港（臨時停泊或避風）。全台總計共有299個漁港，其中第一類漁港共12個，第二類共11個，第三類共117個，第4類共99個。

## 法令依據
依2007年3月15日公佈《漁港法施行細則》第三條規定，第一類漁港及第二類漁港應分別符合下列各款條件：
一、第一類漁港：
1. 港內泊地面積達十萬平方公尺以上，可停泊一百噸級漁船一百艘以上者。
2. 陸上有魚市場、起卸碼頭，且漁船補給（加油、加水、加冰）、魚貨加工、冷凍、船機修理、保養設備齊全，交通方便，魚貨運輸銷售便利者。
3. 漁港全年作業漁產量合計達二萬公噸以上者。
4. 本籍五十噸以上之漁船數達一百艘以上者。

二、第二類漁港：第一類漁港以外之漁港。
前項所稱本籍漁船，指漁業執照所載作業根據地為該漁港之漁船。

## 北部

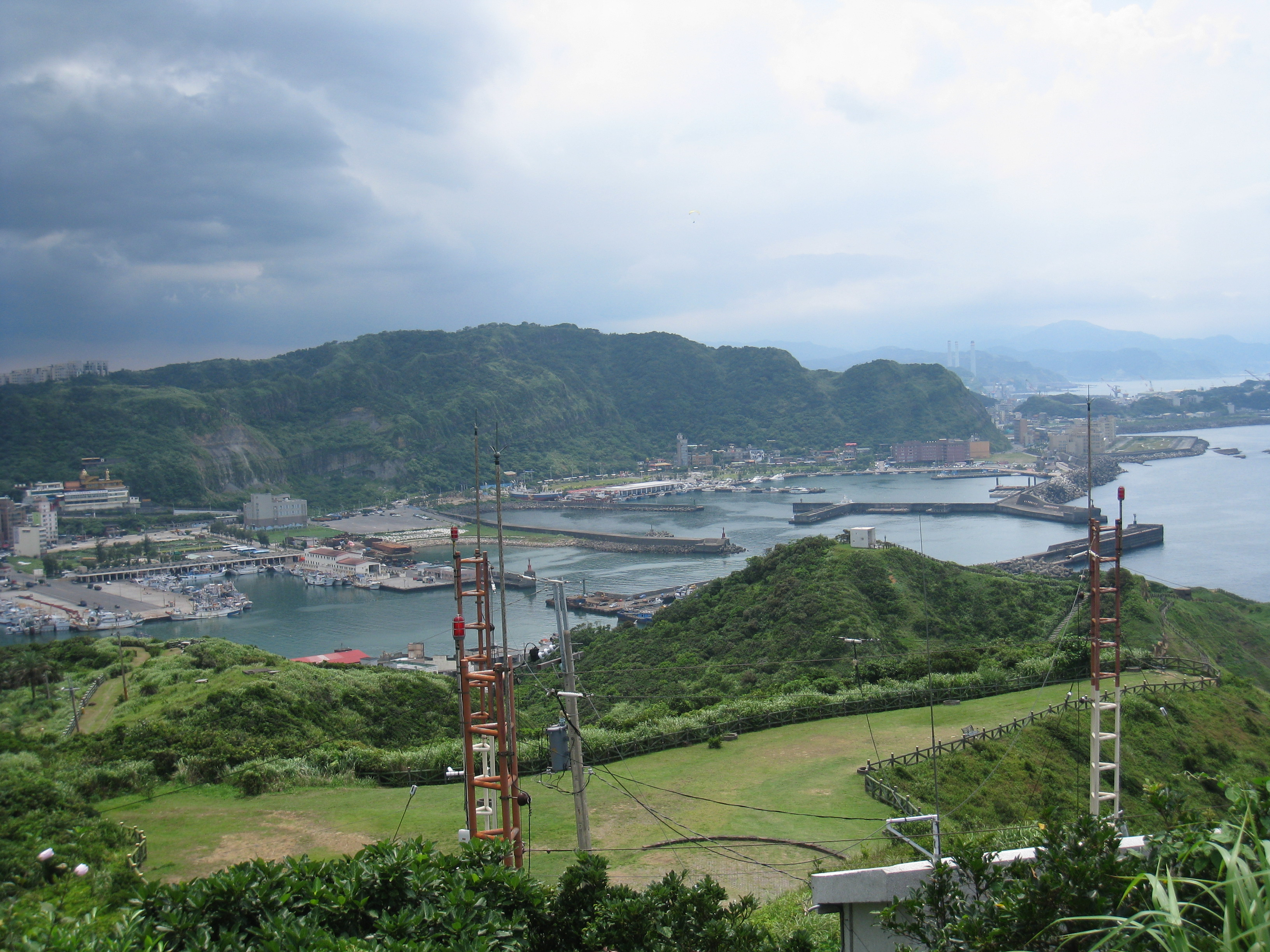
八斗子漁港

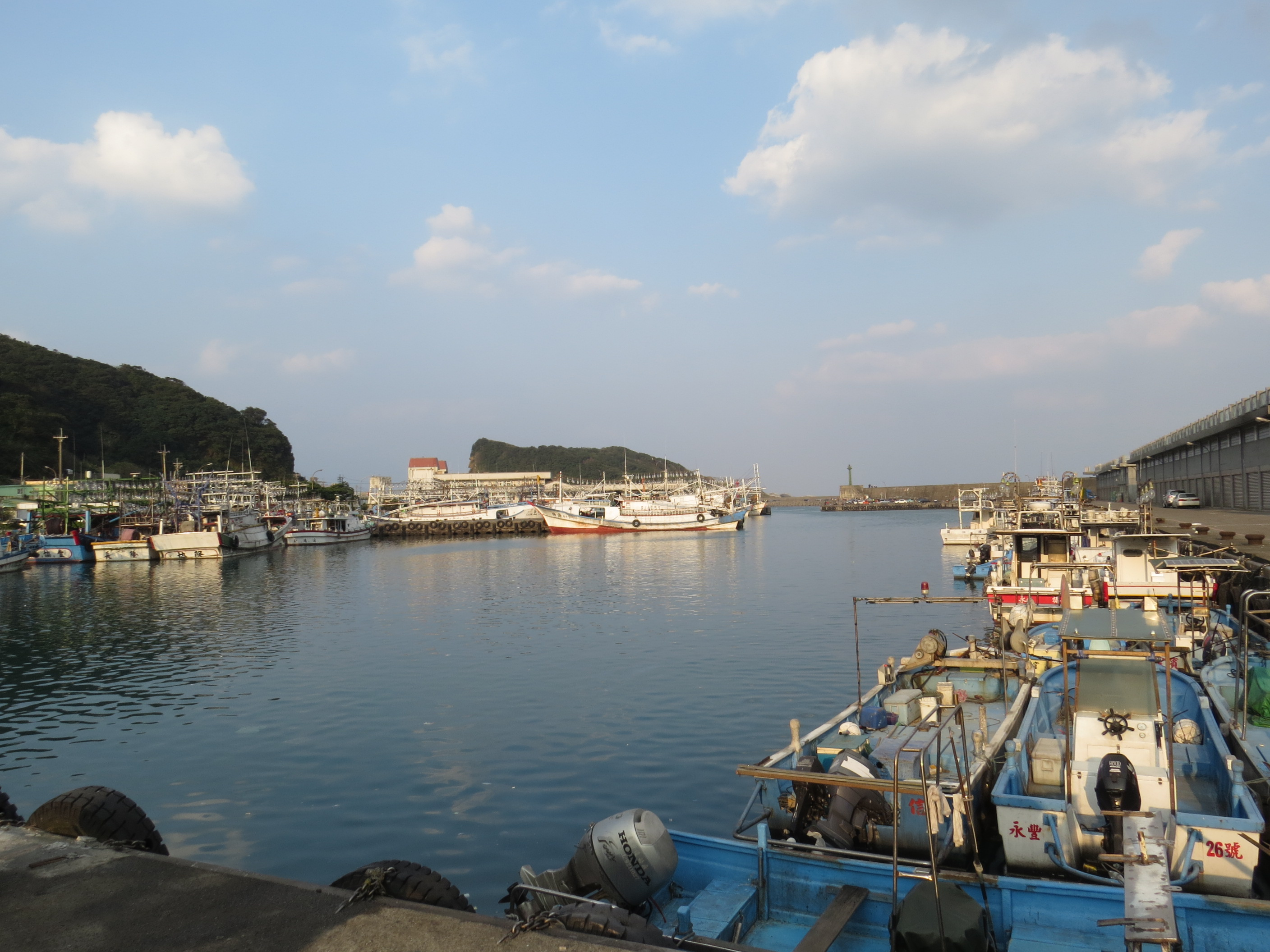
深澳漁港

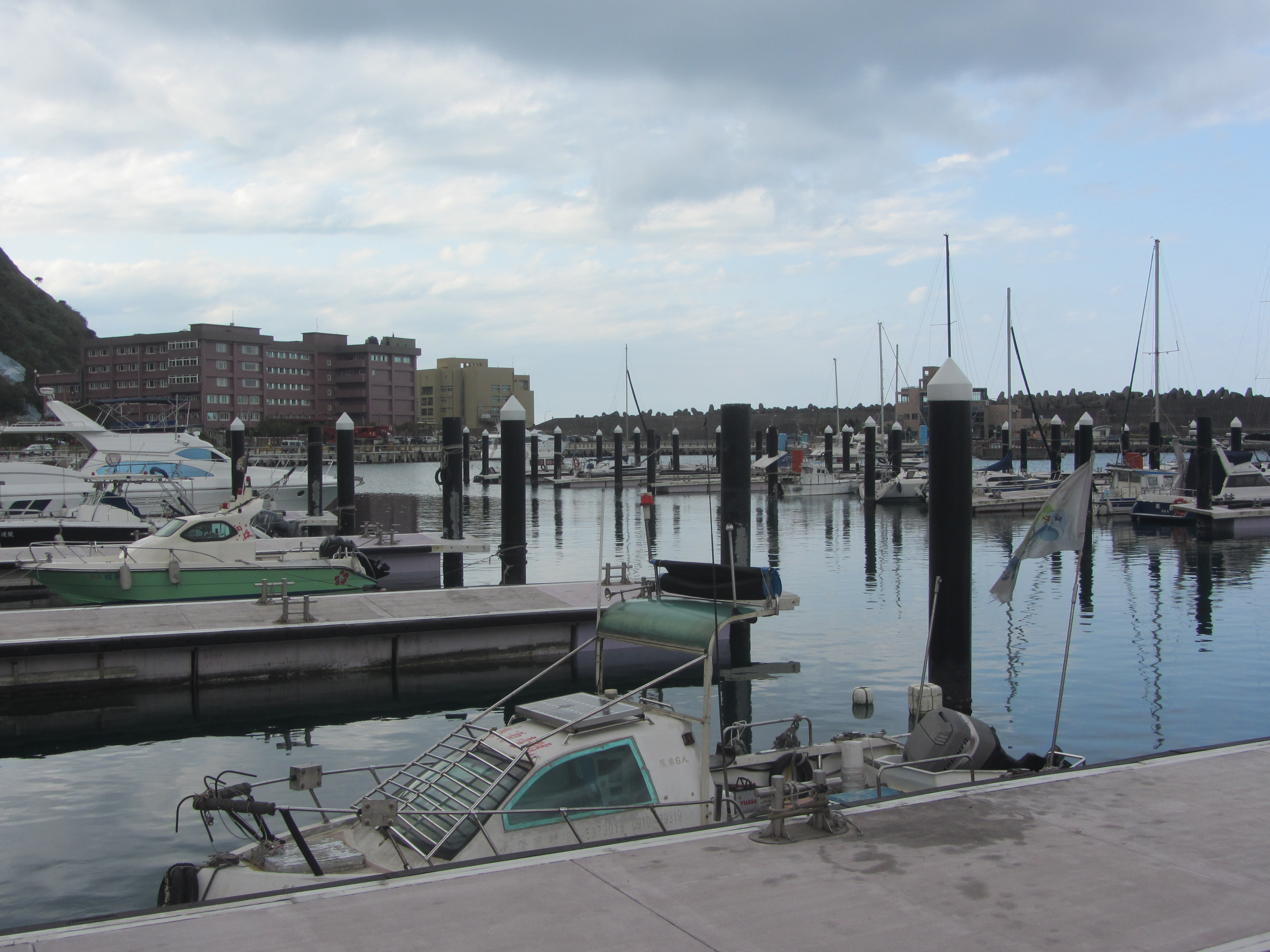
碧砂漁港

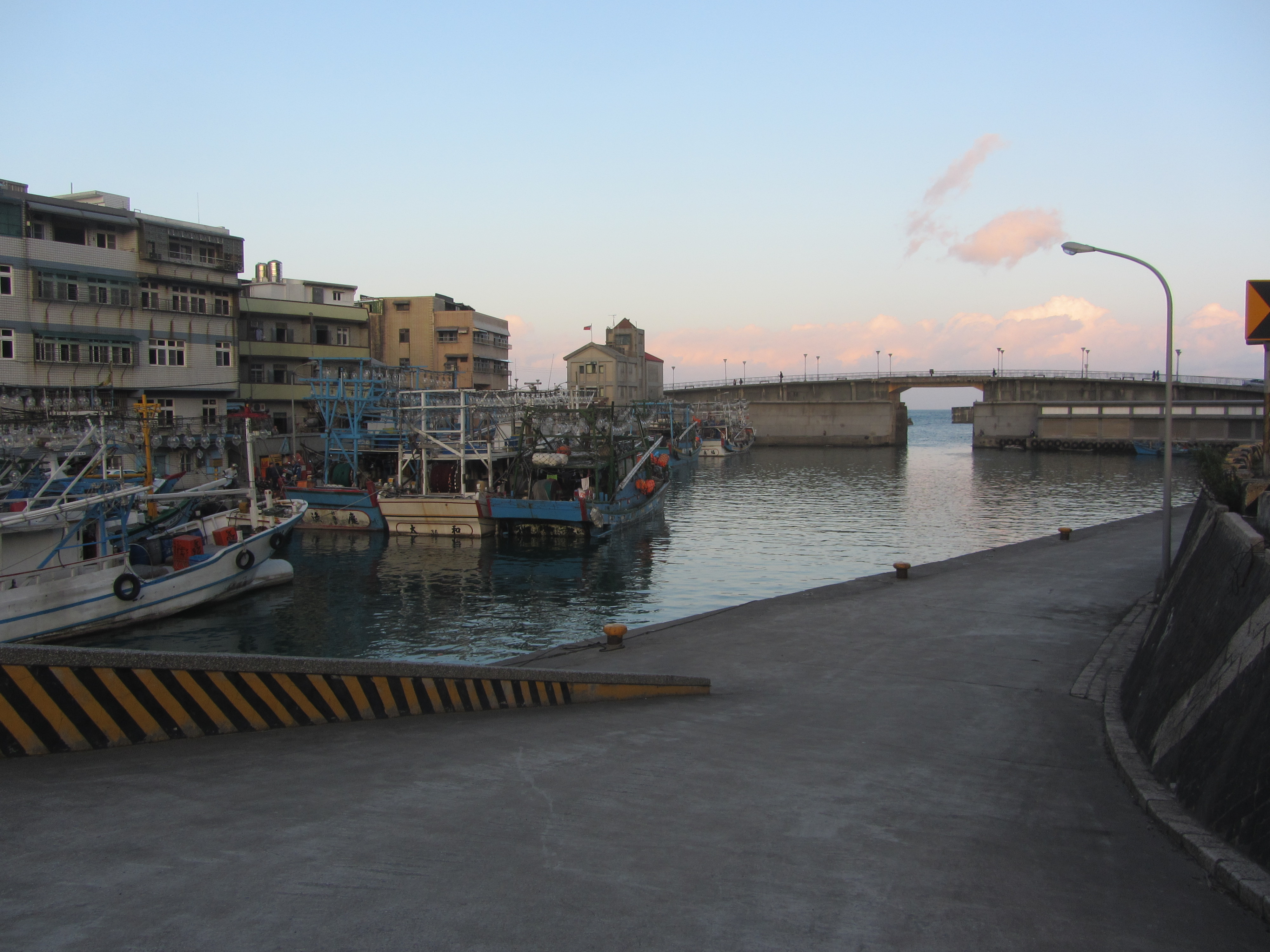
長潭里漁港

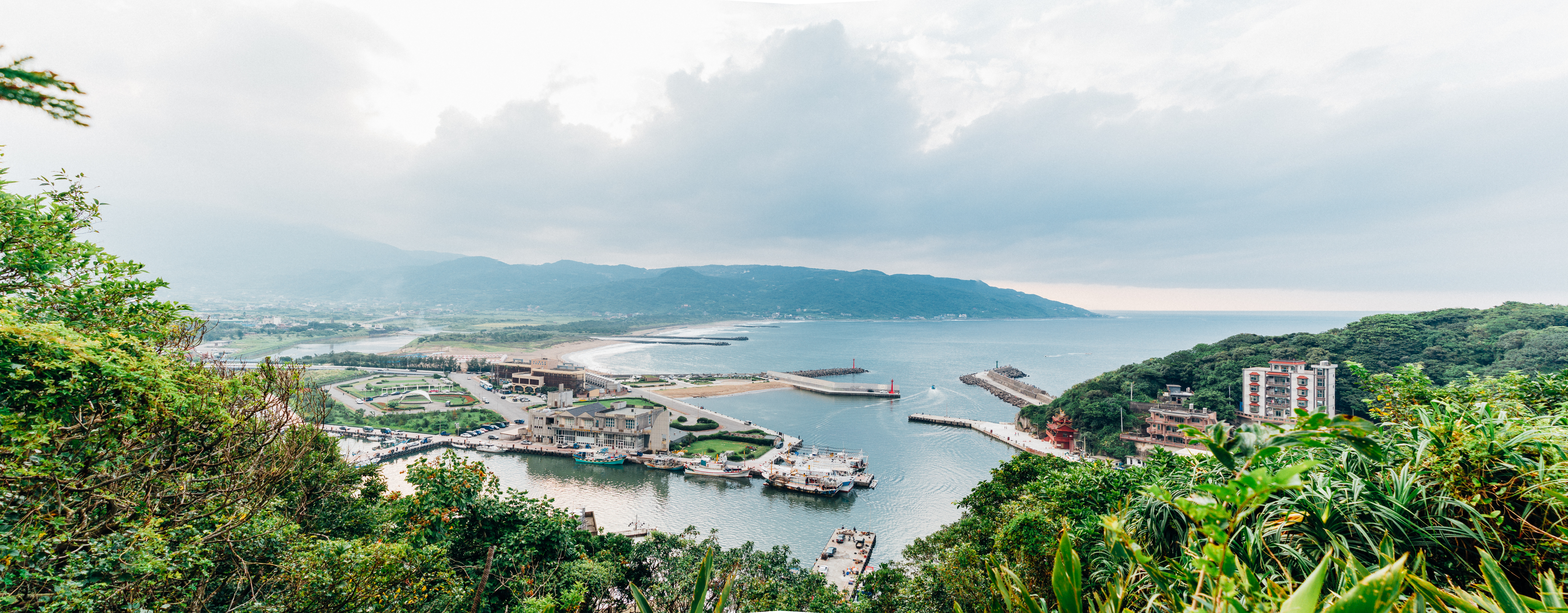
磺港漁港

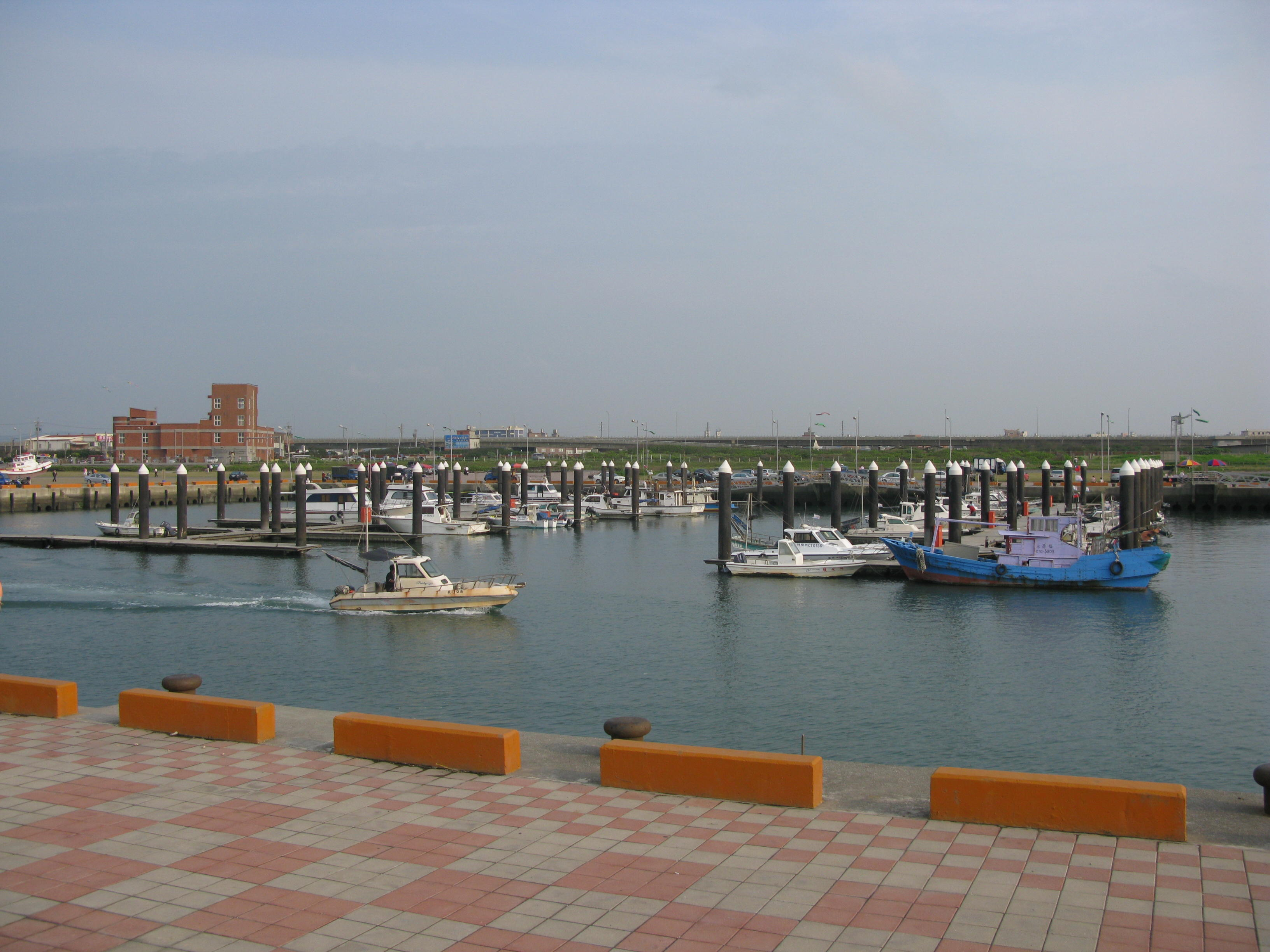
竹圍漁港

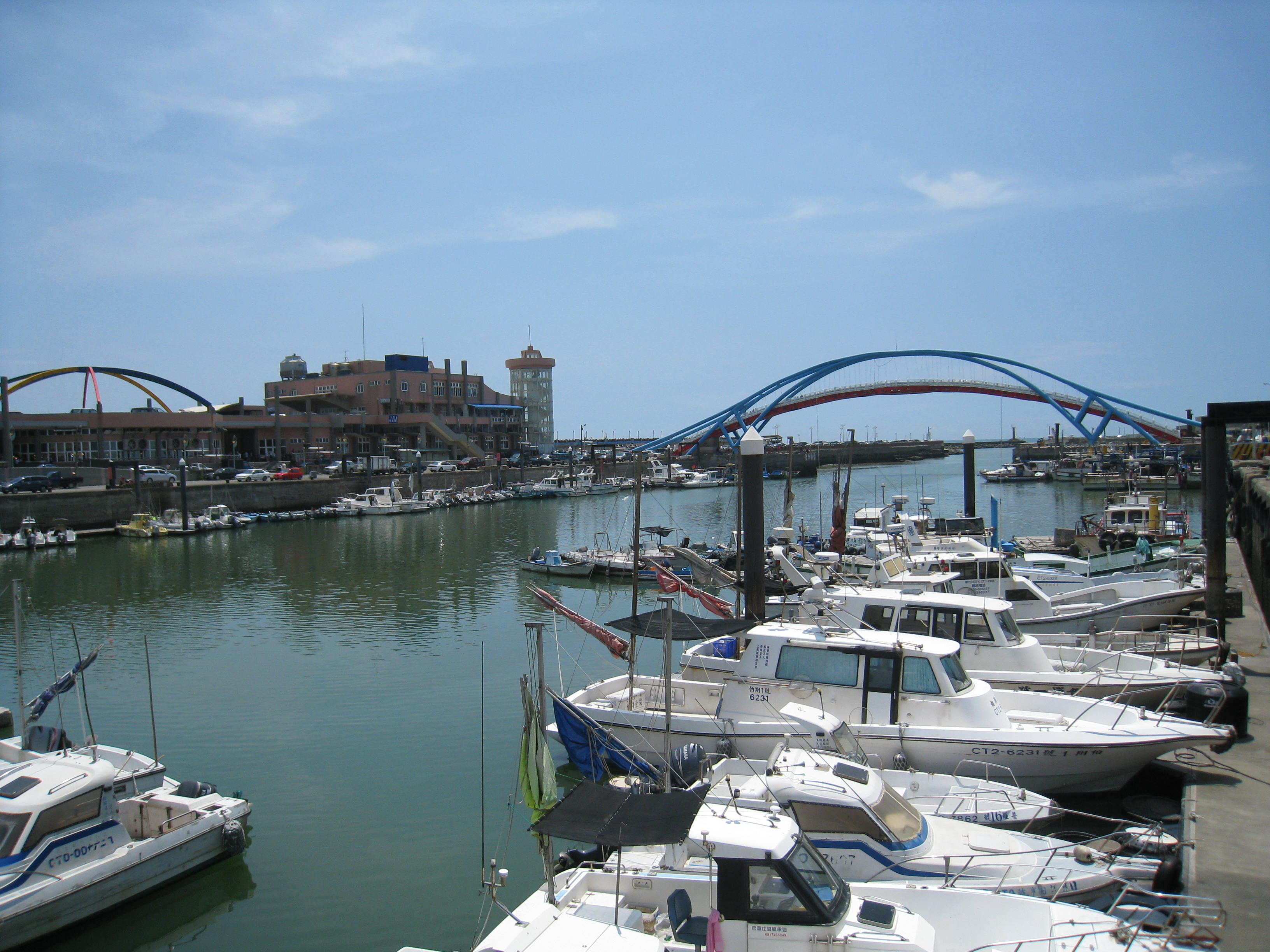
永安漁港

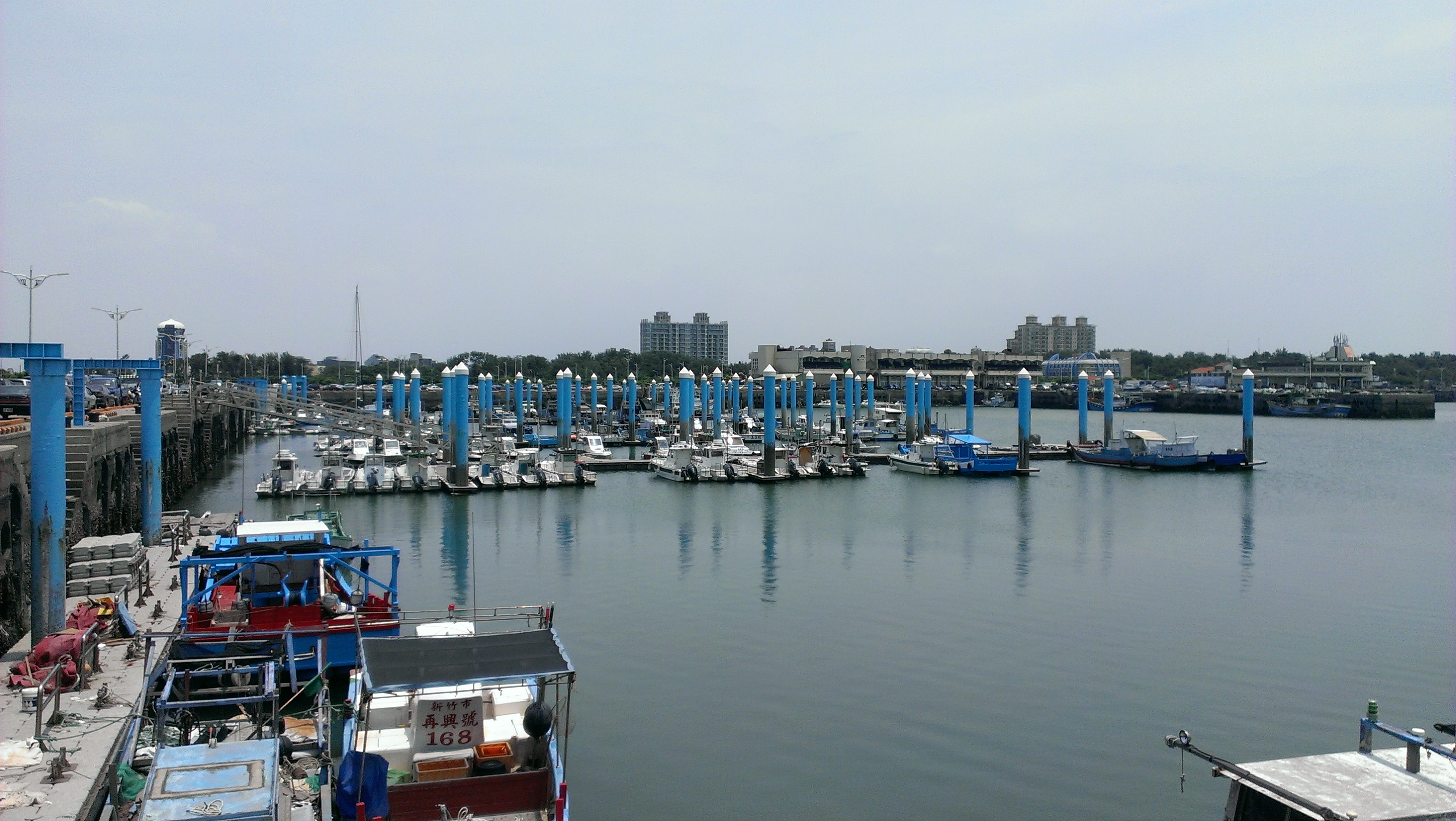
新竹漁港

### 基隆市
共計6處
| 漁港名稱                 | 地點               | 級別       |
| ------------------------ | ------------------ | ---------- |
| 正濱漁港                 | 基隆市中正區       | 第一類漁港 |
| 八子漁港（包含碧砂港區） | 基隆市中正區       | 第一類漁港 |
| 大武崙漁港               | 基隆市安樂區       | 第二類漁港 |
| 外木山漁港(協和莊漁港)   | 基隆市中山區協和里 | 第二類漁港 |
| 長潭里漁港                 | 基隆市中正區長潭   | 第二類漁港 |
| 望海巷漁港               | 基隆市中正區       | 第二類漁港 |

### 新北市
共計28處
| 漁港名稱     | 地點         | 級別       |
| ------------ | ------------ | ---------- |
| 下罟子漁港   | 新北市八里區 | 第二類漁港 |
| 淡水第一漁港 | 新北市淡水區 | 第二類漁港 |
| 淡水第二漁港 | 新北市淡水區 | 第二類漁港 |
| 六塊厝漁港   | 新北市淡水區 | 第二類漁港 |
| 後厝漁港     | 新北市三芝區 | 第二類漁港 |
| 麟山鼻漁港   | 新北市石門區 | 第二類漁港 |
| 富基漁港     | 新北市石門區 | 第二類漁港 |
| 石門漁港     | 新北市石門區 | 第二類漁港 |
| 草里漁港     | 新北市石門區 | 第二類漁港 |
| 磺港漁港     | 新北市金山區 | 第二類漁港 |
| 水尾漁港     | 新北市金山區 | 第二類漁港 |
| 野柳漁港     | 新北市萬里區 | 第二類漁港 |
| 東澳漁港     | 新北市萬里區 | 第二類漁港 |
| 龜吼漁港     | 新北市萬里區 | 第二類漁港 |
| 萬里漁港     | 新北市萬里區 | 第二類漁港 |
| 深澳漁港     | 新北市瑞芳區 | 第二類漁港 |
| 水湳洞漁港   | 新北市瑞芳區 | 第二類漁港 |
| 南雅漁港     | 新北市瑞芳區 | 第二類漁港 |
| 鼻頭漁港     | 新北市瑞芳區 | 第二類漁港 |
| 龍洞漁港     | 新北市貢寮區 | 第二類漁港 |
| 和美漁港     | 新北市貢寮區 | 第二類漁港 |
| 美豔山漁港   | 新北市貢寮區 | 第二類漁港 |
| 澳底漁港     | 新北市貢寮區 | 第二類漁港 |
| 澳仔漁港     | 新北市貢寮區 | 第二類漁港 |
| 龍門漁港     | 新北市貢寮區 | 第二類漁港 |
| 福隆漁港     | 新北市貢寮區 | 第二類漁港 |
| 卯澳漁港     | 新北市貢寮區 | 第二類漁港 |
| 馬崗漁港     | 新北市貢寮區 | 第二類漁港 |

### 桃園市
共計2處
| 漁港名稱 | 地點         | 級別       |
| -------- | ------------ | ---------- |
| 竹圍漁港 | 桃園市大園區 | 第二類漁港 |
| 永安漁港 | 桃園市新屋區 | 第二類漁港 |

### 新竹縣、市
共計3處
| 漁港名稱                | 地點         | 類別       |
| ----------------------- | ------------ | ---------- |
| 新竹漁港(俗稱:南寮漁港) | 新竹市北區   | 第一類漁港 |
| 海山漁港                | 新竹市香山區 | 第二類漁港 |
| 坡頭漁港                | 新竹縣新豐鄉 | 第二類漁港 |

## 中部

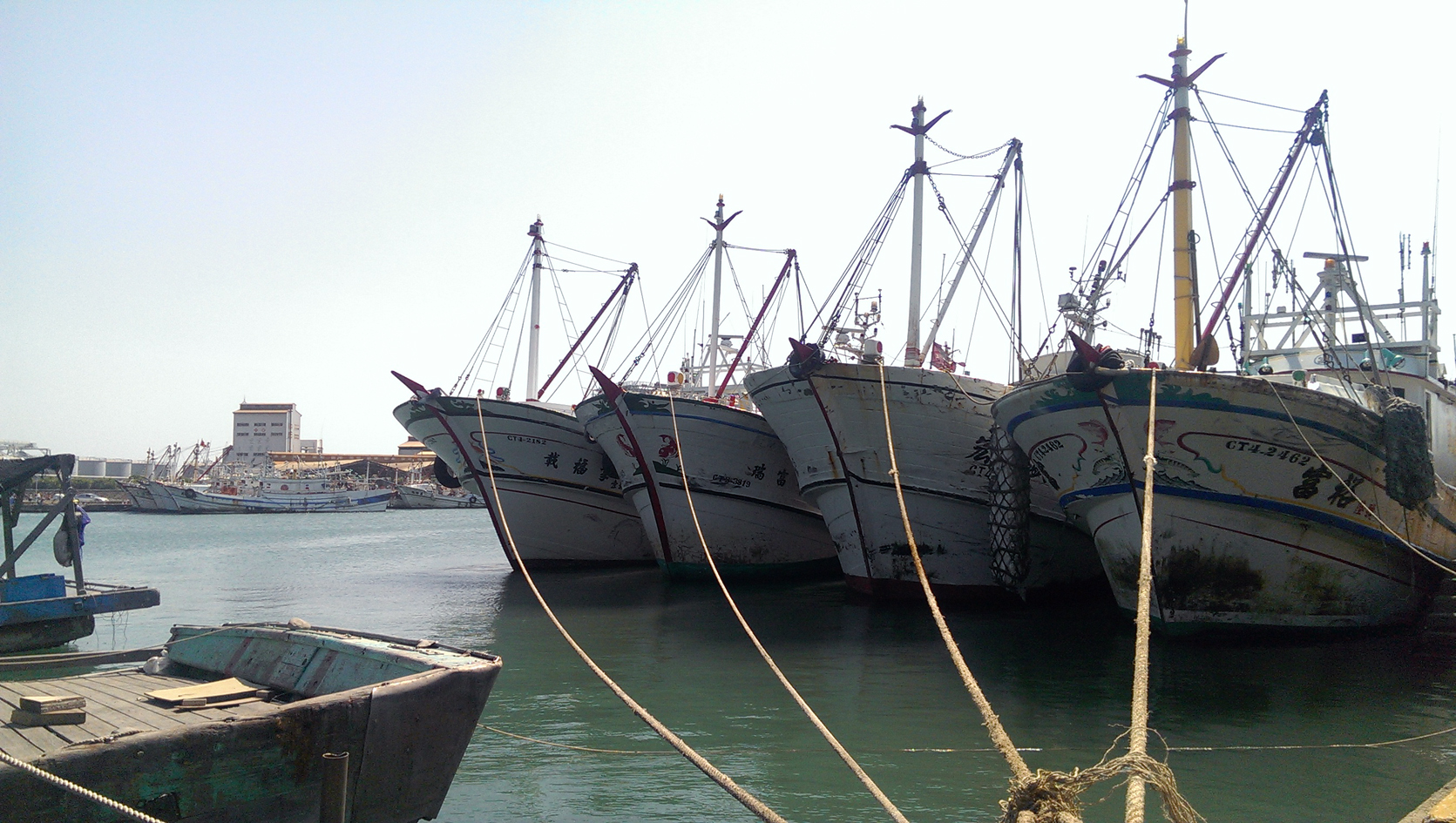
梧棲漁港

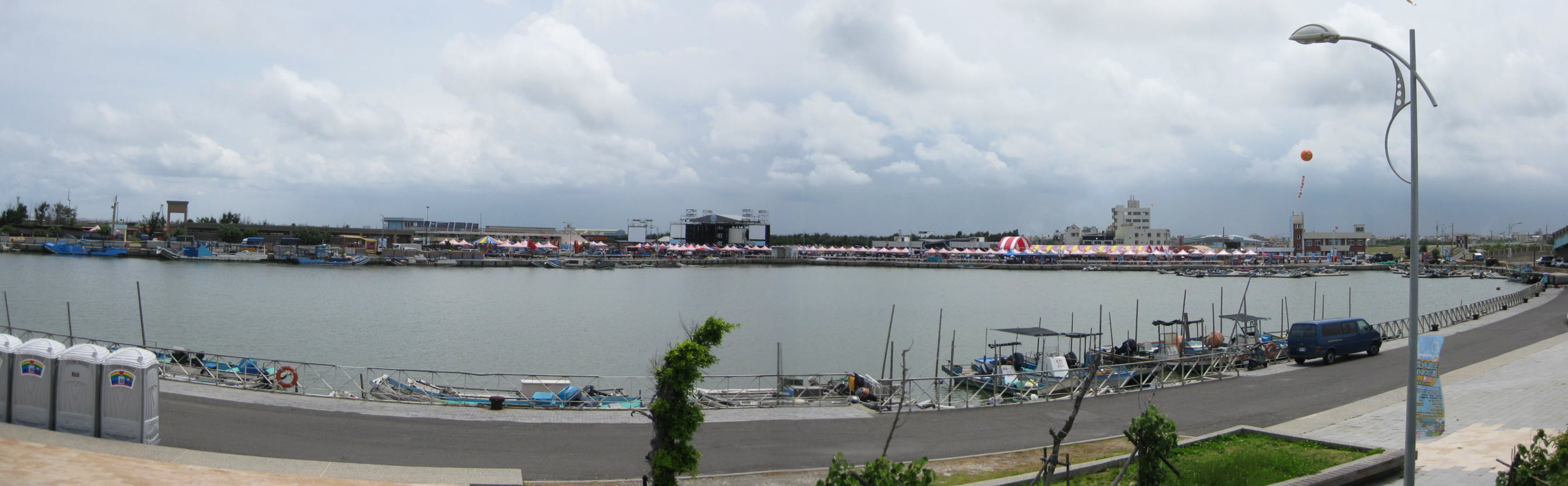
王功漁港

### 苗栗縣
共計11處
| 漁港名稱                   | 地點         | 級別       |
| -------------------------- | ------------ | ---------- |
| 龍鳳漁港                   | 苗栗縣竹南鎮 | 第二類漁港 |
| 塭仔頭漁港                 | 苗栗縣竹南鎮 | 第二類漁港 |
| 外埔漁港                   | 苗栗縣後龍鎮 | 第二類漁港 |
| 公司寮漁港(又稱：龍港漁港) | 苗栗縣後龍鎮 | 第二類漁港 |
| 福寧漁港                   | 苗栗縣後龍鎮 | 第二類漁港 |
| 南港漁港                   | 苗栗縣後龍鎮 | 第二類漁港 |
| 白沙屯漁港                 | 苗栗縣通霄鎮 | 第二類漁港 |
| 新埔漁港                   | 苗栗縣通霄鎮 | 第二類漁港 |
| 通霄漁港                   | 苗栗縣通霄鎮 | 第二類漁港 |
| 苑港漁港                   | 苗栗縣苑裡鎮 | 第二類漁港 |
| 苑裡漁港                   | 苗栗縣苑裡鎮 | 第二類漁港 |

### 臺中市
共計6處
| 漁港名稱 | 地點         | 級別       |
| -------- | ------------ | ---------- |
| 梧棲漁港 | 臺中市清水區 | 第一類漁港 |
| 松柏漁港 | 臺中市大甲區 | 第二類漁港 |
| 五甲漁港 | 臺中市大安區 | 第二類漁港 |
| 北汕漁港 | 臺中市大安區 | 第二類漁港 |
| 塭寮漁港 | 臺中市大安區 | 第二類漁港 |
| 麗水漁港 | 臺中市龍井區 | 第二類漁港 |

### 彰化縣
共計3處
| 漁港名稱   | 地點         | 級別       |
| ---------- | ------------ | ---------- |
| 崙尾灣漁港 | 彰化縣鹿港鎮 | 第二類漁港 |
| 王功漁港   | 彰化縣芳苑鄉 | 第二類漁港 |
| 彰化漁港   | 彰化縣鹿港鎮 | 第二類漁港 |

### 雲林縣
共計6處
| 漁港名稱   | 地點         | 級別       |
| ---------- | ------------ | ---------- |
| 五條港漁港 | 雲林縣台西鄉 | 第二類漁港 |
| 台西漁港   | 雲林縣台西鄉 | 第二類漁港 |
| 三條崙漁港 | 雲林縣四湖鄉 | 第二類漁港 |
| 萡子寮漁港 | 雲林縣四湖鄉 | 第二類漁港 |
| 金湖漁港   | 雲林縣口湖鄉 | 第二類漁港 |
| 台子村漁港   | 雲林縣口湖鄉 | 第二類漁港 |

## 南部

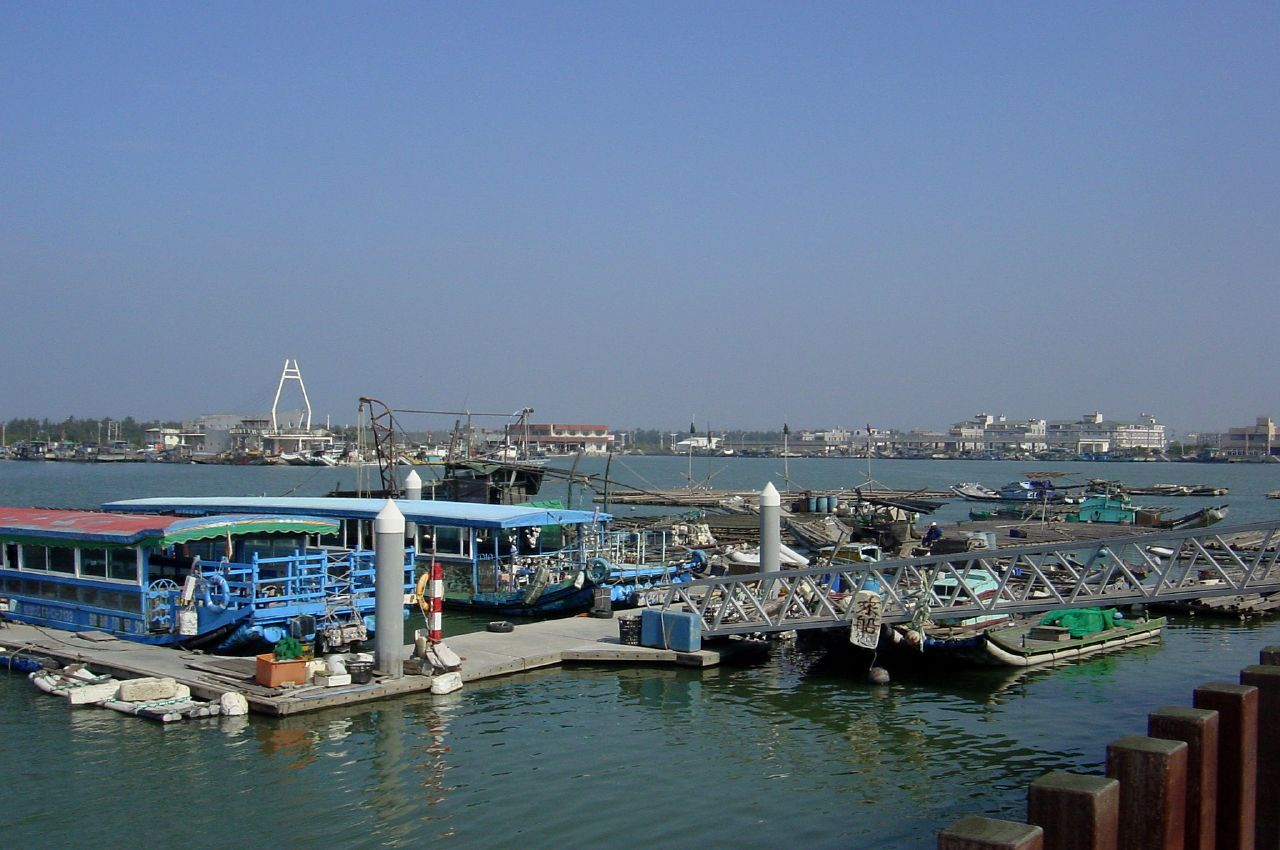
東石漁港

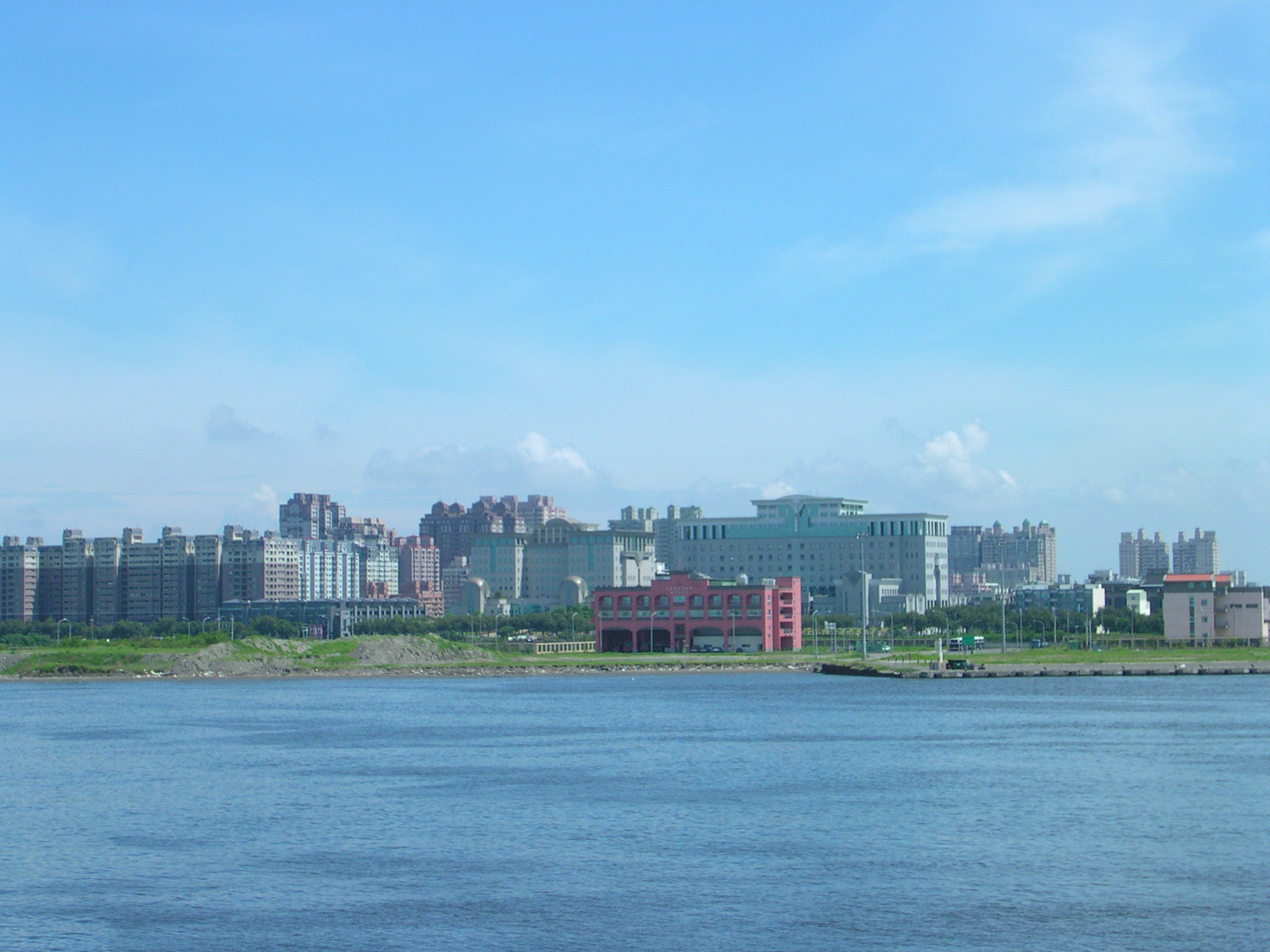
安平漁港

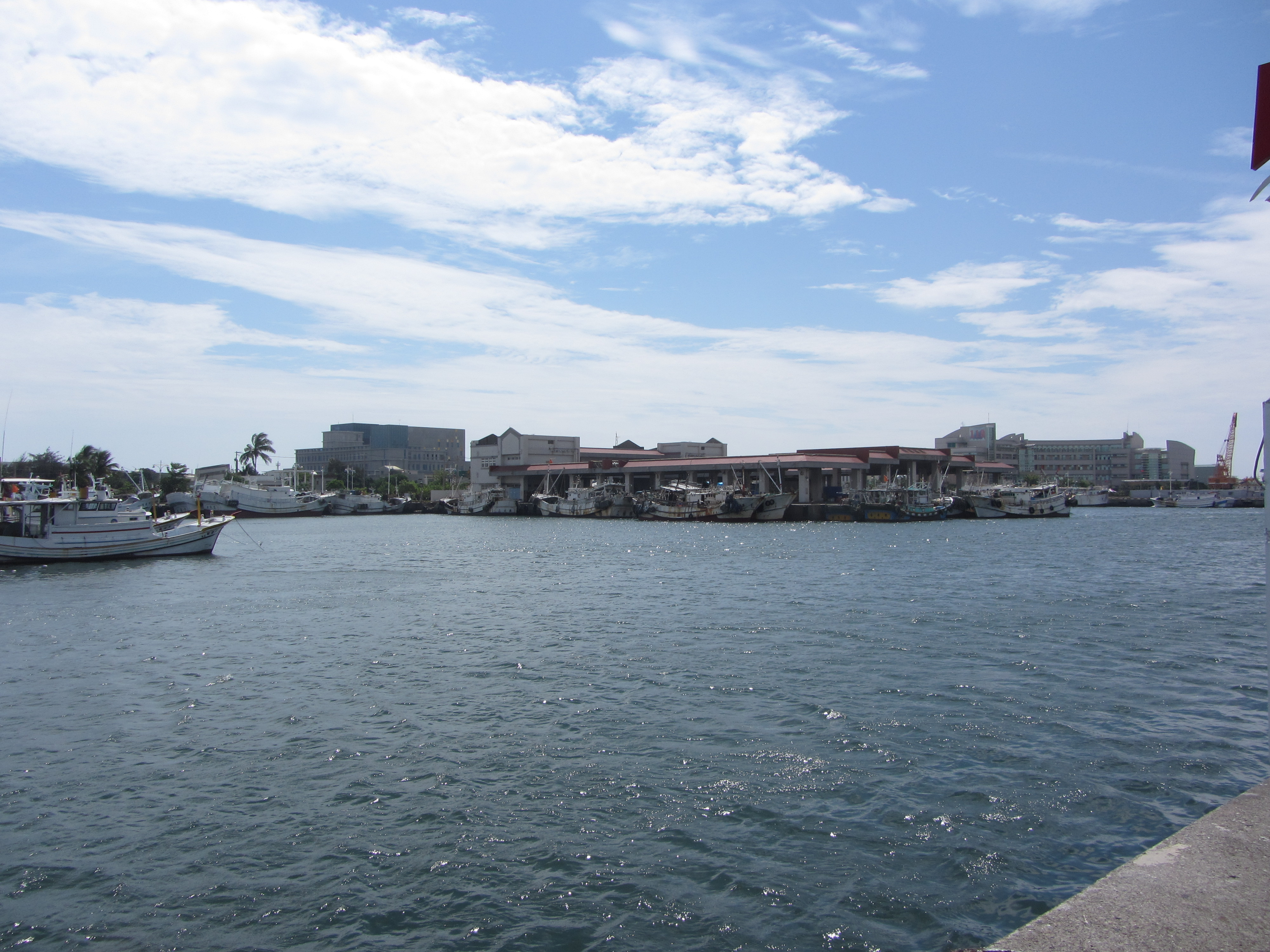
旗津漁港

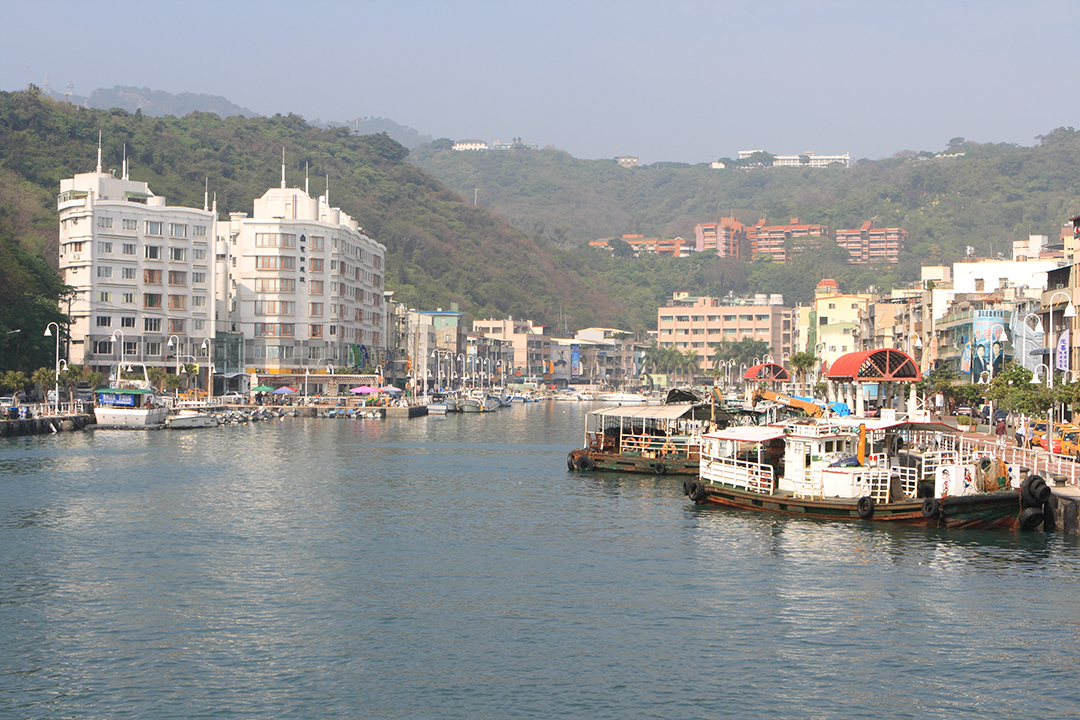
鼓山漁港

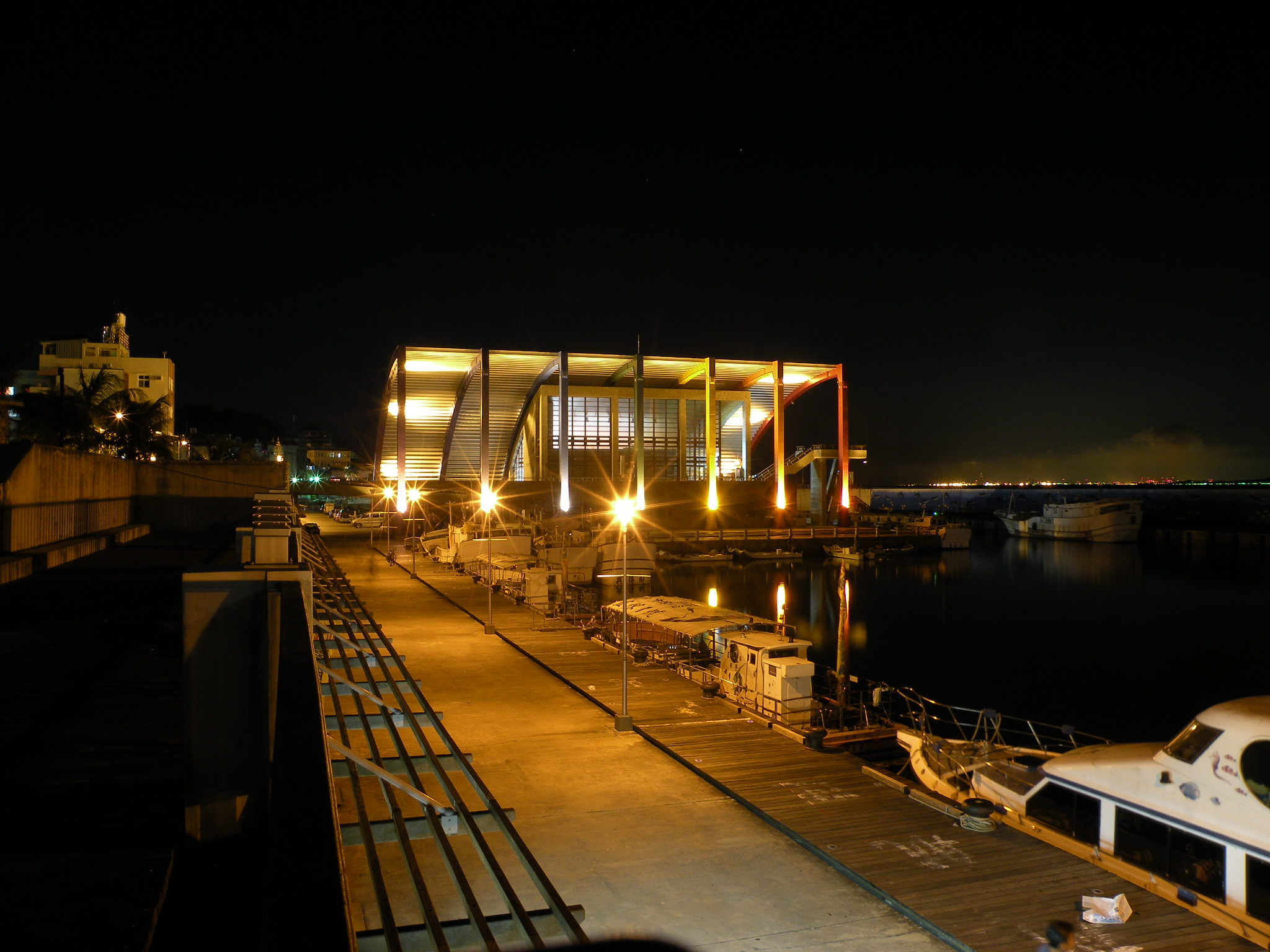
小琉球白沙漁港

### 嘉義縣
共計9處
| 漁港名稱   | 地點         | 級別       |
| ---------- | ------------ | ---------- |
| 鰲鼓漁港   | 嘉義縣東石鄉 | 第二類漁港 |
| 副瀨漁港   | 嘉義縣東石鄉 | 第二類漁港 |
| 塭港漁港   | 嘉義縣東石鄉 | 第二類漁港 |
| 下庄漁港   | 嘉義縣東石鄉 | 第二類漁港 |
| 東石漁港   | 嘉義縣東石鄉 | 第二類漁港 |
| 網寮漁港   | 嘉義縣東石鄉 | 第二類漁港 |
| 白水湖漁港 | 嘉義縣東石鄉 | 第二類漁港 |
| 布袋漁港   | 嘉義縣布袋鎮 | 第二類漁港 |
| 好美里漁港 | 嘉義縣布袋鎮 | 第二類漁港 |

### 台南市
共計7處
| 漁港名稱 | 地點                 | 級別       |
| -------- | -------------------- | ---------- |
| 安平漁港 | 台南市安平區         | 第一類漁港 |
| 蚵寮漁港 | 台南市北門區         | 第二類漁港 |
| 北門漁港 | 台南市北門區         | 第二類漁港 |
| 將軍漁港 | 台南市將軍區         | 第二類漁港 |
| 青山漁港 | 台南市將軍區、七股區 | 第二類漁港 |
| 下山漁港 | 台南市七股區         | 第二類漁港 |
| 四草漁港 | 台南市安南區         | 第二類漁港 |

### 高雄市
共計16處
| 漁港名稱         | 地點         | 級別       |
| ---------------- | ------------ | ---------- |
| 前鎮漁港         | 高雄市前鎮區 | 第一類漁港 |
| 白砂崙漁港       | 高雄市茄萣區 | 第二類漁港 |
| 興達漁港         | 高雄市茄萣區 | 第二類漁港 |
| 永新漁港         | 高雄市永安區 | 第二類漁港 |
| 彌陀漁港         | 高雄市彌陀區 | 第二類漁港 |
| 蚵子寮漁港       | 高雄市梓官區 | 第二類漁港 |
| 鼓山漁港         | 高雄市鼓山區 | 第二類漁港 |
| 旗漁港           | 高雄市旗津區 | 第二類漁港 |
| 旗津漁港         | 高雄市旗津區 | 第二類漁港 |
| 上竹里漁港       | 高雄市旗津區 | 第二類漁港 |
| 中洲漁港         | 高雄市旗津區 | 第二類漁港 |
| 小港臨海新村漁港 | 高雄市小港區 | 第二類漁港 |
| 鳳鼻頭漁港       | 高雄市小港區 | 第二類漁港 |
| 港埔漁港         | 高雄市林園區 | 第二類漁港 |
| 中芸漁港         | 高雄市林園區 | 第二類漁港 |
| 汕尾漁港         | 高雄市林園區 | 第二類漁港 |

### 屏東縣
共計21處
| 漁港名稱     | 地點         | 級別       |
| ------------ | ------------ | ---------- |
| 東港鹽埔漁港 | 屏東縣東港鎮 | 第一類漁港 |
| 水利村漁港   | 屏東縣林邊鄉 | 第二類漁港 |
| 塭豐漁港     | 屏東縣佳冬鄉 | 第二類漁港 |
| 枋寮漁港     | 屏東縣枋寮鄉 | 第二類漁港 |
| 楓港漁港     | 屏東縣枋山鄉 | 第二類漁港 |
| 海口漁港     | 屏東縣車城鄉 | 第二類漁港 |
| 後灣漁港     | 屏東縣車城鄉 | 第二類漁港 |
| 山海漁港     | 屏東縣恆春鎮 | 第二類漁港 |
| 紅柴坑漁港   | 屏東縣恆春鎮 | 第二類漁港 |
| 後壁湖漁港   | 屏東縣恆春鎮 | 第二類漁港 |
| 潭仔漁港     | 屏東縣恆春鎮 | 第二類漁港 |
| 香蕉灣漁港   | 屏東縣恆春鎮 | 第二類漁港 |
| 鼻頭漁港     | 屏東縣恆春鎮 | 第二類漁港 |
| 興海漁港     | 屏東縣滿州鄉 | 第二類漁港 |
| 中山漁港     | 屏東縣滿州鄉 | 第二類漁港 |
| 旭海漁港     | 屏東縣滿州鄉 | 第二類漁港 |
| 小琉球漁港   | 屏東縣琉球鄉 | 第二類漁港 |
| 漁福漁港     | 屏東縣琉球鄉 | 第二類漁港 |
| 琉球新漁港   | 屏東縣琉球鄉 | 第二類漁港 |
| 天福漁港     | 屏東縣琉球鄉 | 第二類漁港 |
| 杉福漁港     | 屏東縣琉球鄉 | 第二類漁港 |

## 東部

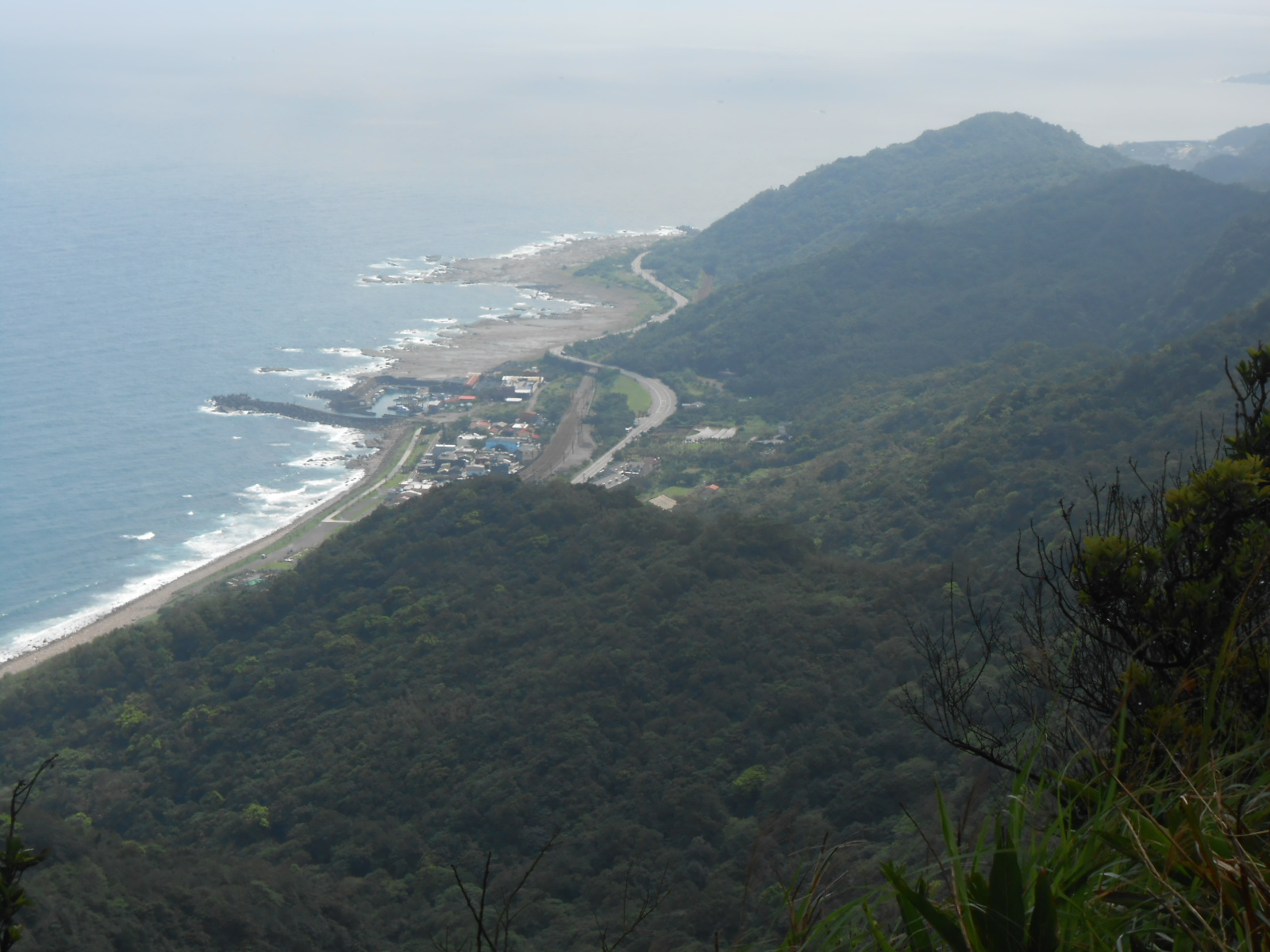
大里漁港

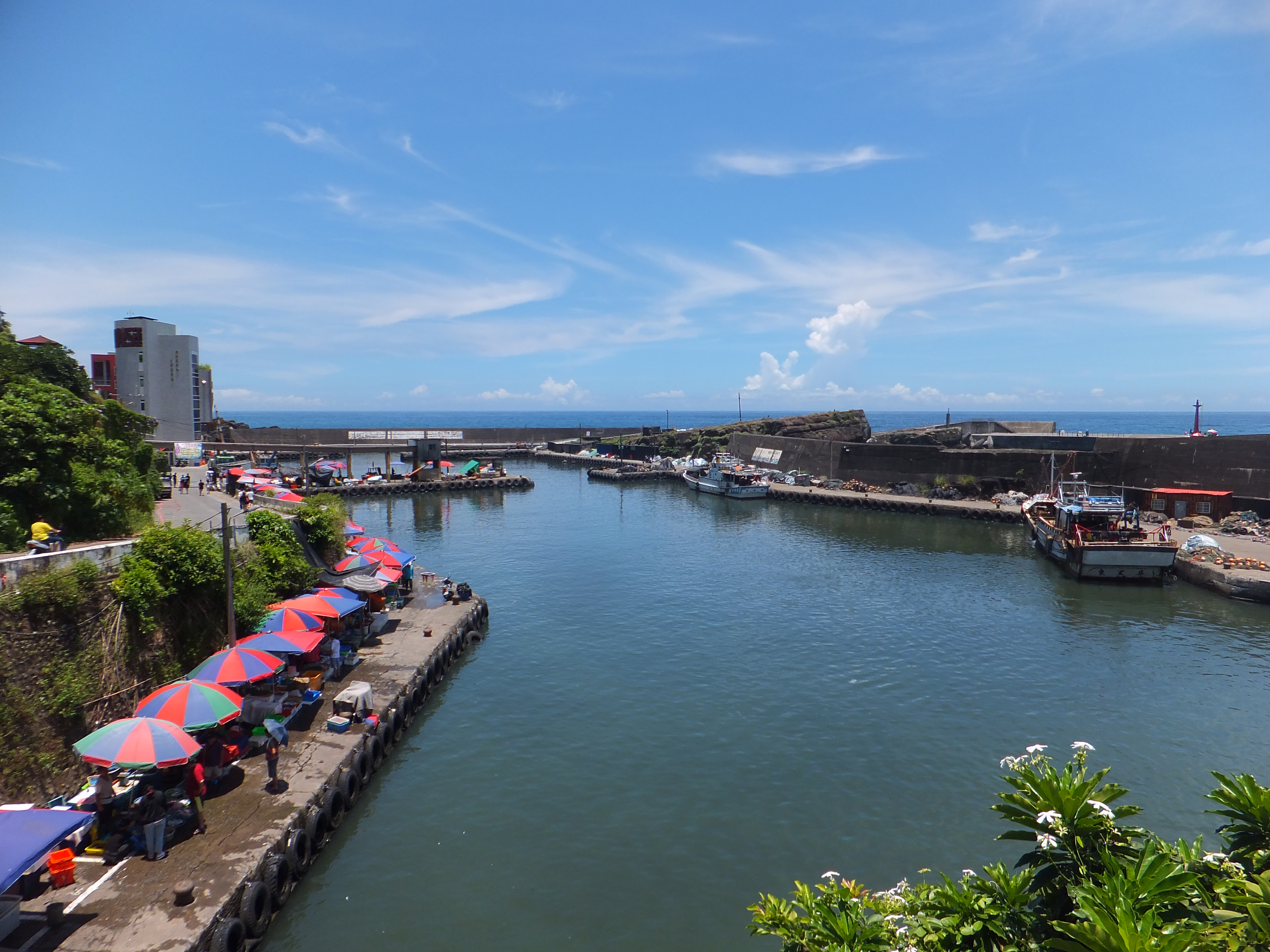
大溪漁港

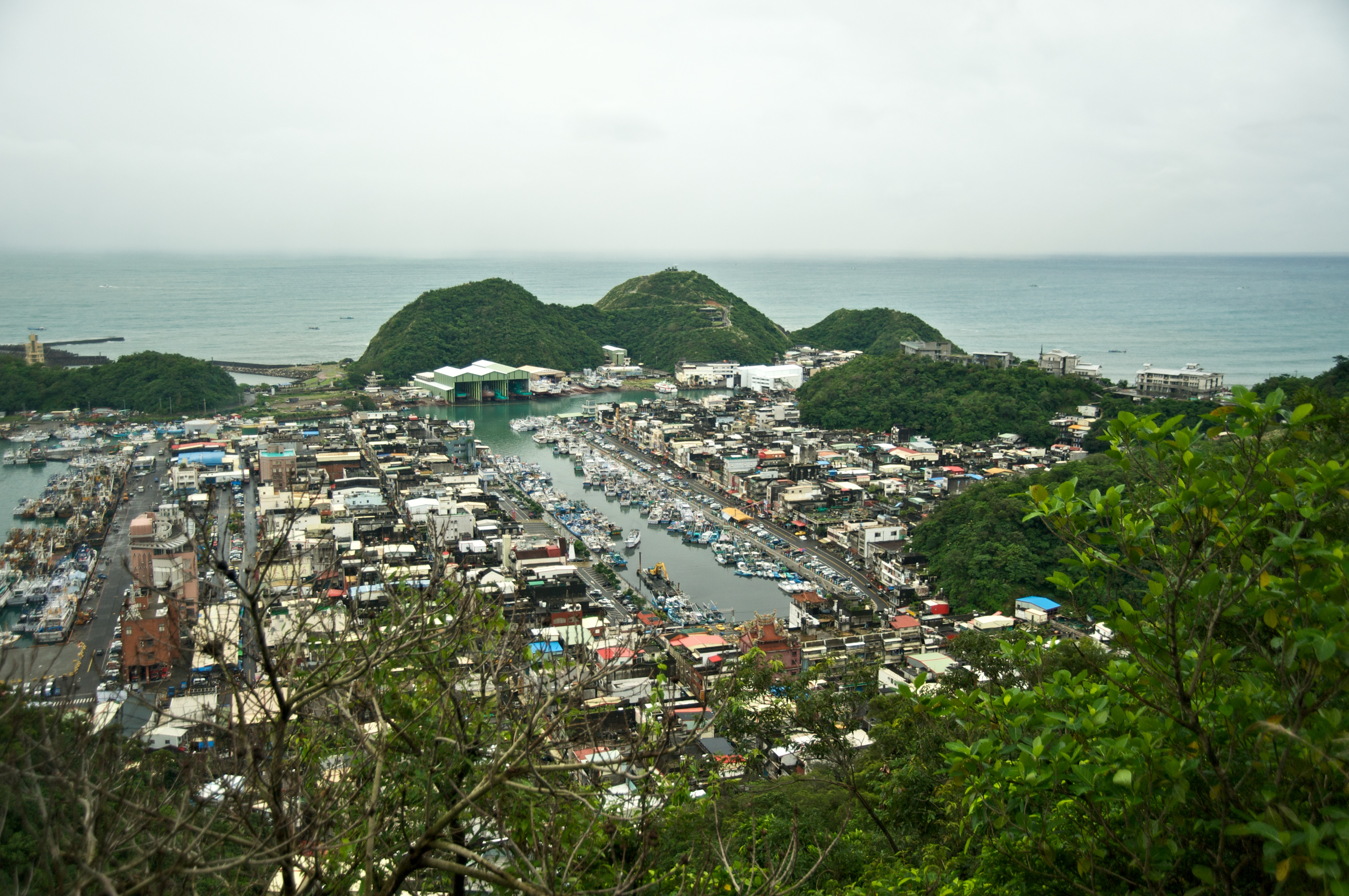
南方澳漁港

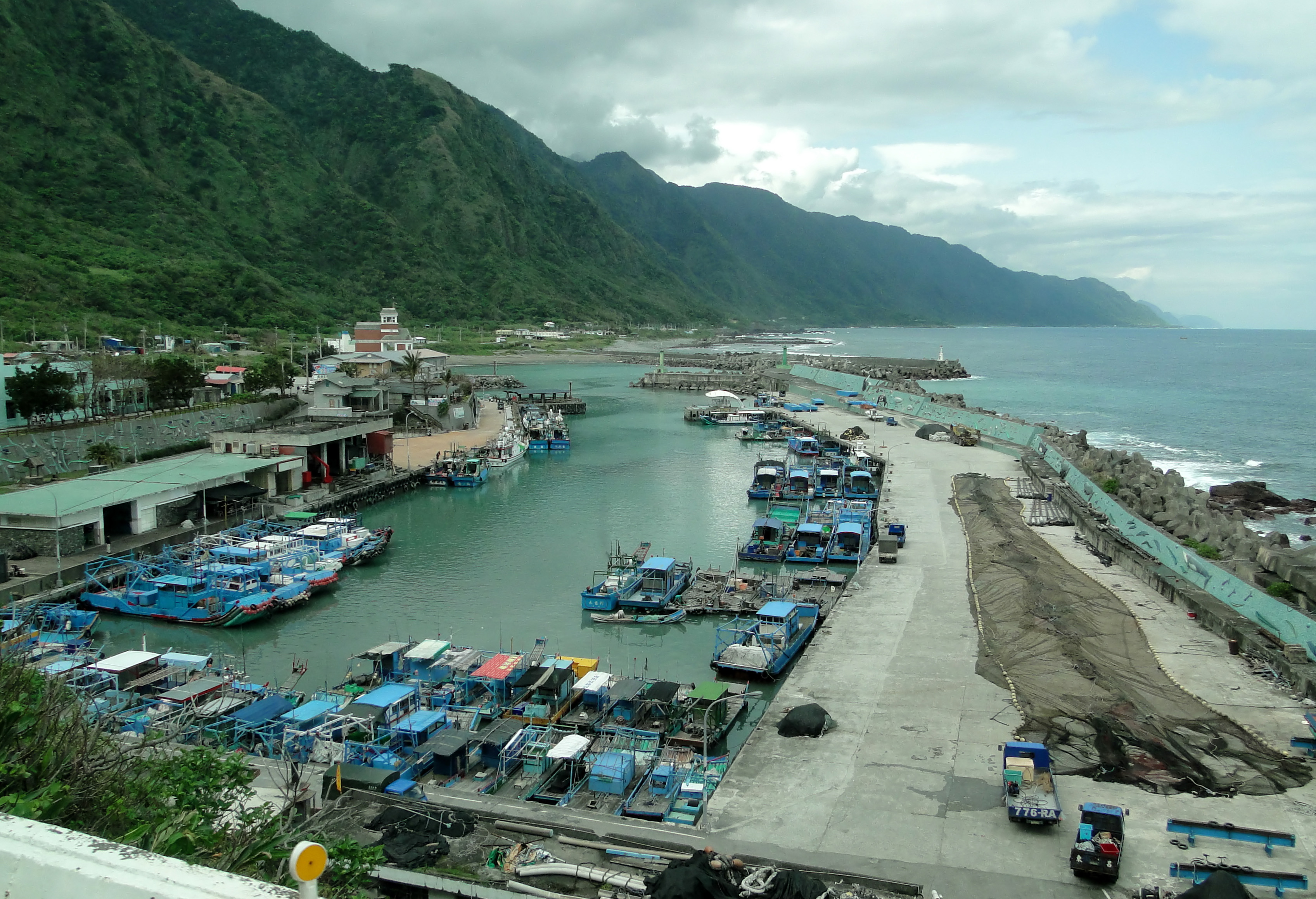
石梯坪漁港

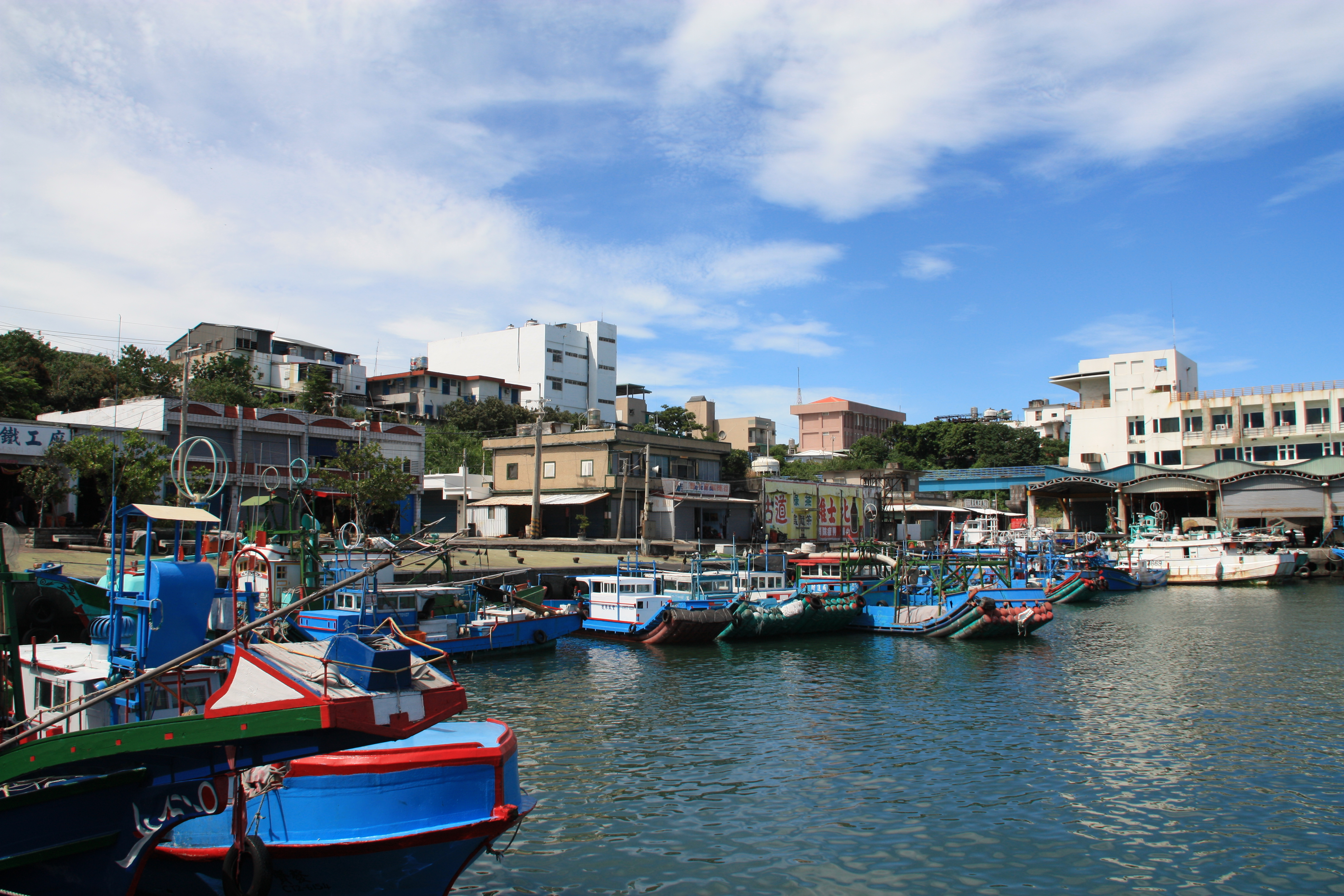
成功漁港

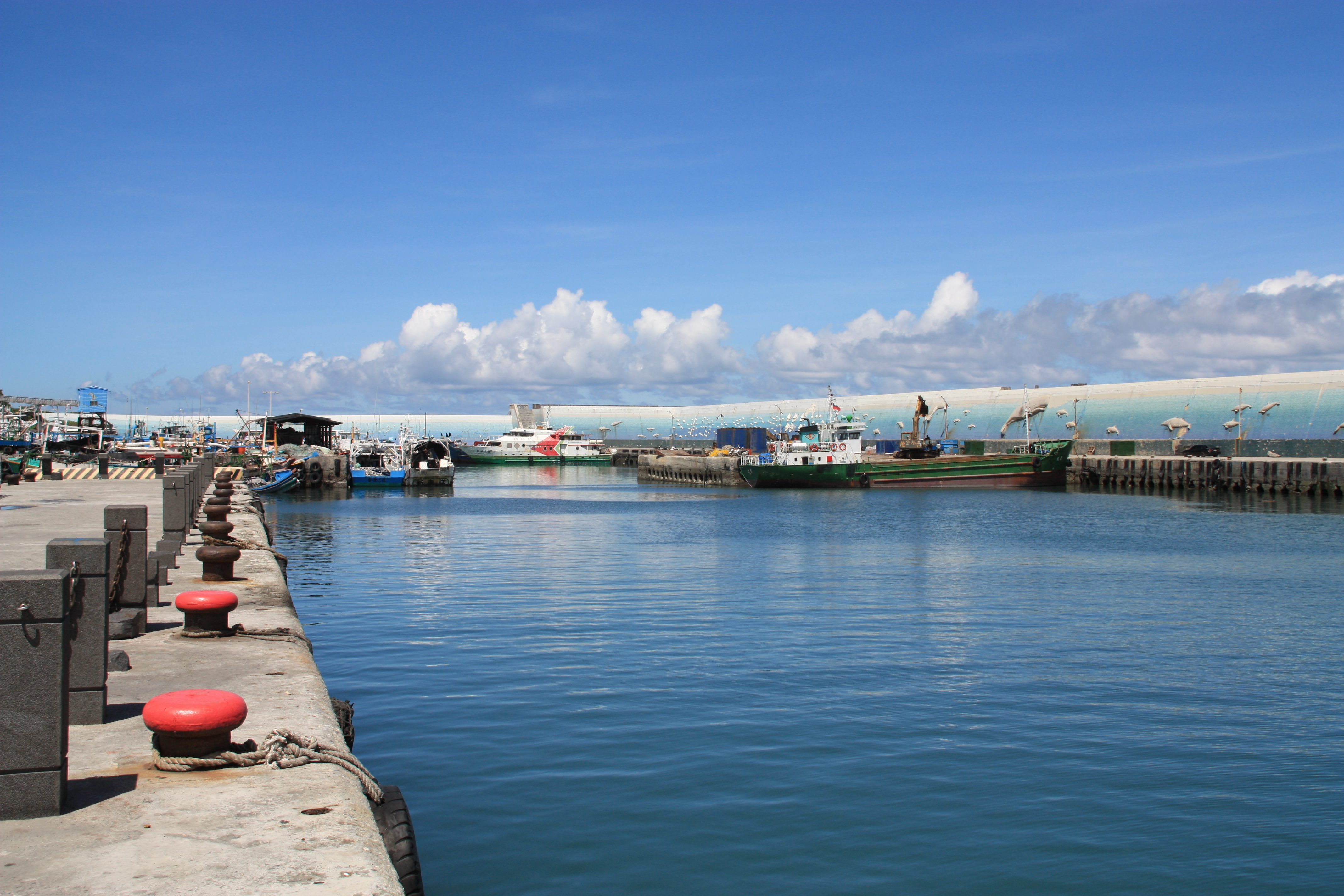
富岡漁港

### 宜蘭縣
共計11處
| 漁港名稱           | 地點         | 級別       |
| ------------------ | ------------ | ---------- |
| 烏石漁港           | 宜蘭縣頭城鎮 | 第一類漁港 |
| 南方澳漁港         | 宜蘭縣蘇澳鎮 | 第一類漁港 |
| 石城漁港           | 宜蘭縣頭城鎮 | 第二類漁港 |
| 桶盤堀漁港         | 宜蘭縣頭城鎮 | 第二類漁港 |
| 大里漁港           | 宜蘭縣頭城鎮 | 第二類漁港 |
| 蕃薯寮漁港         | 宜蘭縣頭城鎮 | 第二類漁港 |
| 大溪漁港           | 宜蘭縣頭城鎮 | 第二類漁港 |
| 梗枋漁港           | 宜蘭縣頭城鎮 | 第二類漁港 |
| 粉鳥林漁港         | 宜蘭縣蘇澳鎮 | 第二類漁港 |
| 南澳漁港(朝陽漁港) | 宜蘭縣蘇澳鎮 | 第二類漁港 |

### 花蓮縣
共計3處
| 漁港名稱 | 地點         | 級別       |
| -------- | ------------ | ---------- |
| 花蓮漁港 | 花蓮縣花蓮市 | 第二類漁港 |
| 鹽寮漁港 | 花蓮縣壽豐鄉 | 第二類漁港 |
| 石梯漁港 | 花蓮縣豐濱鄉 | 第二類漁港 |

### 台東縣
共計14處
| 漁港名稱           | 地點         | 級別       |
| ------------------ | ------------ | ---------- |
| 長濱漁港           | 台東縣長濱鄉 | 第二類漁港 |
| 烏石鼻漁港         | 台東縣長濱鄉 | 第二類漁港 |
| 小港漁港           | 台東縣成功鎮 | 第二類漁港 |
| 新港漁港           | 台東縣成功鎮 | 第二類漁港 |
| 金樽漁港           | 台東縣東河鄉 | 第二類漁港 |
| 新蘭漁港           | 台東縣東河鄉 | 第二類漁港 |
| 伽藍漁港(富岡漁港) | 台東縣台東市 | 第二類漁港 |
| 大武漁港           | 台東縣大武鄉 | 第二類漁港 |
| 南寮漁港(綠島漁港) | 台東縣綠島鄉 | 第二類漁港 |
| 中寮漁港           | 台東縣綠島鄉 | 第二類漁港 |
| 公館漁港           | 台東縣綠島鄉 | 第二類漁港 |
| 溫泉漁港           | 台東縣綠島鄉 | 第二類漁港 |
| 開元漁港           | 台東縣蘭嶼鄉 | 第二類漁港 |
| 朗島漁港           | 台東縣蘭嶼鄉 | 第二類漁港 |

## 離島、外島

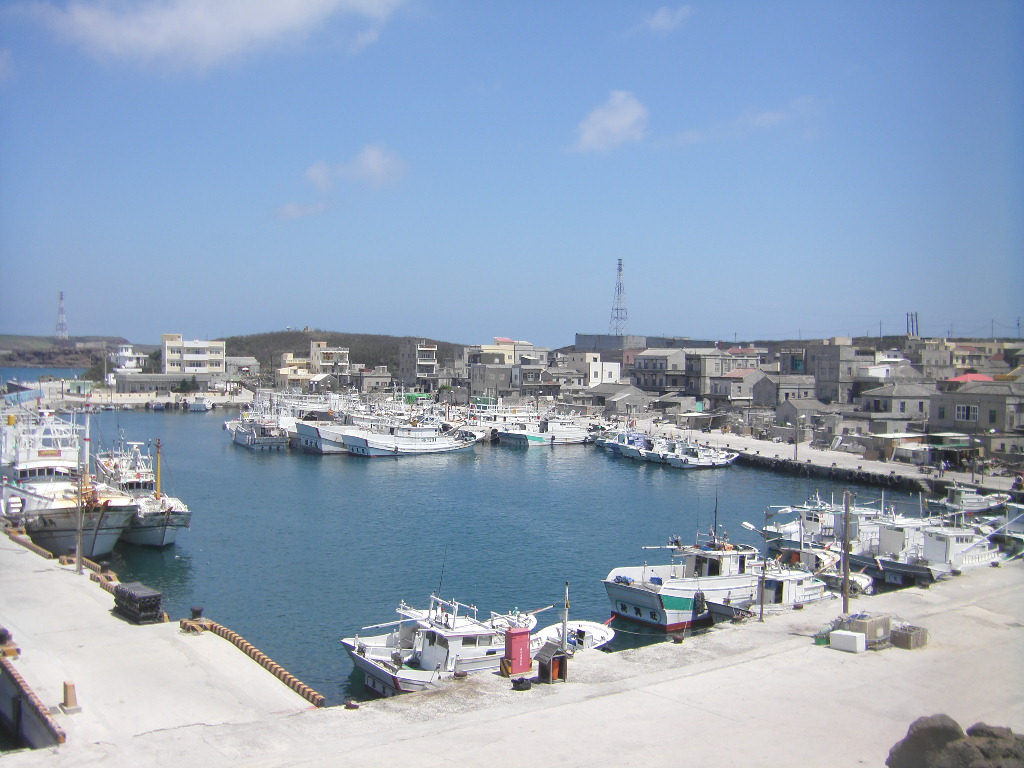
將軍漁港

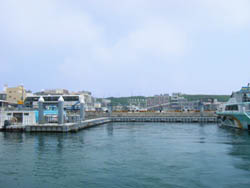
七美南滬漁港

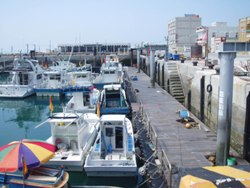
鳥嶼漁港

### 澎湖縣
共計67處
| 漁港名稱   | 地點         | 級別       |
| ---------- | ------------ | ---------- |
| 合界漁港   | 澎湖縣西嶼鄉 | 第二類漁港 |
| 橫礁漁港   | 澎湖縣西嶼鄉 | 第二類漁港 |
| 竹灣漁港   | 澎湖縣西嶼鄉 | 第二類漁港 |
| 二崁漁港   | 澎湖縣西嶼鄉 | 第二類漁港 |
| 大菓葉漁港 | 澎湖縣西嶼鄉 | 第二類漁港 |
| 赤馬漁港   | 澎湖縣西嶼鄉 | 第二類漁港 |
| 內垵南漁港 | 澎湖縣西嶼鄉 | 第二類漁港 |
| 外垵漁港   | 澎湖縣西嶼鄉 | 第二類漁港 |
| 內垵北漁港 | 澎湖縣西嶼鄉 | 第二類漁港 |
| 池西漁港   | 澎湖縣西嶼鄉 | 第二類漁港 |
| 大池漁港   | 澎湖縣西嶼鄉 | 第二類漁港 |
| 小門漁港   | 澎湖縣西嶼鄉 | 第二類漁港 |
| 後寮漁港   | 澎湖縣白沙鄉 | 第二類漁港 |
| 赤崁漁港   | 澎湖縣白沙鄉 | 第二類漁港 |
| 岐頭漁港   | 澎湖縣白沙鄉 | 第二類漁港 |
| 港子漁港   | 澎湖縣白沙鄉 | 第二類漁港 |
| 鎮海漁港   | 澎湖縣白沙鄉 | 第二類漁港 |
| 講美漁港   | 澎湖縣白沙鄉 | 第二類漁港 |
| 城前漁港   | 澎湖縣白沙鄉 | 第二類漁港 |
| 瓦硐漁港   | 澎湖縣白沙鄉 | 第二類漁港 |
| 通樑漁港   | 澎湖縣白沙鄉 | 第二類漁港 |
| 大倉漁港   | 澎湖縣白沙鄉 | 第二類漁港 |
| 員貝漁港   | 澎湖縣白沙鄉 | 第二類漁港 |
| 鳥嶼漁港   | 澎湖縣白沙鄉 | 第二類漁港 |
| 吉貝漁港   | 澎湖縣白沙鄉 | 第二類漁港 |
| 中西漁港   | 澎湖縣湖西鄉 | 第二類漁港 |
| 沙港西漁港 | 澎湖縣湖西鄉 | 第二類漁港 |
| 沙港中漁港 | 澎湖縣湖西鄉 | 第二類漁港 |
| 沙港東漁港 | 澎湖縣湖西鄉 | 第二類漁港 |
| 成功漁港   | 澎湖縣湖西鄉 | 第二類漁港 |
| 西溪漁港   | 澎湖縣湖西鄉 | 第二類漁港 |
| 紅羅漁港   | 澎湖縣湖西鄉 | 第二類漁港 |
| 青螺漁港   | 澎湖縣湖西鄉 | 第二類漁港 |
| 白坑漁港   | 澎湖縣湖西鄉 | 第二類漁港 |
| 南北寮漁港 | 澎湖縣湖西鄉 | 第二類漁港 |
| 菓葉漁港   | 澎湖縣湖西鄉 | 第二類漁港 |
| 龍門漁港   | 澎湖縣湖西鄉 | 第二類漁港 |
| 尖山漁港   | 澎湖縣湖西鄉 | 第二類漁港 |
| 烏崁漁港   | 澎湖縣馬公市 | 第二類漁港 |
| 鎖港漁港   | 澎湖縣馬公市 | 第二類漁港 |
| 山水漁港   | 澎湖縣馬公市 | 第二類漁港 |
| 風櫃西漁港 | 澎湖縣馬公市 | 第二類漁港 |
| 風櫃東漁港 | 澎湖縣馬公市 | 第二類漁港 |
| 蒔裡漁港   | 澎湖縣馬公市 | 第二類漁港 |
| 井垵漁港   | 澎湖縣馬公市 | 第二類漁港 |
| 五德漁港   | 澎湖縣馬公市 | 第二類漁港 |
| 鐵線漁港   | 澎湖縣馬公市 | 第二類漁港 |
| 菜園漁港   | 澎湖縣馬公市 | 第二類漁港 |
| 石泉漁港   | 澎湖縣馬公市 | 第二類漁港 |
| 前寮漁港   | 澎湖縣馬公市 | 第二類漁港 |
| 案山漁港   | 澎湖縣馬公市 | 第二類漁港 |
| 馬公漁港   | 澎湖縣馬公市 | 第二類漁港 |
| 重光漁港   | 澎湖縣馬公市 | 第二類漁港 |
| 西衛漁港   | 澎湖縣馬公市 | 第二類漁港 |
| 安宅漁港   | 澎湖縣馬公市 | 第二類漁港 |
| 桶盤漁港   | 澎湖縣馬公市 | 第二類漁港 |
| 虎井漁港   | 澎湖縣馬公市 | 第二類漁港 |
| 水垵漁港   | 澎湖縣望安鄉 | 第二類漁港 |
| 中社漁港   | 澎湖縣望安鄉 | 第二類漁港 |
| 潭門漁港   | 澎湖縣望安鄉 | 第二類漁港 |
| 將軍南漁港 | 澎湖縣望安鄉 | 第二類漁港 |
| 將軍北漁港 | 澎湖縣望安鄉 | 第二類漁港 |
| 花嶼漁港   | 澎湖縣望安鄉 | 第二類漁港 |
| 東嶼坪漁港 | 澎湖縣望安鄉 | 第二類漁港 |
| 東吉漁港   | 澎湖縣望安鄉 | 第二類漁港 |
| 潭子漁港   | 澎湖縣七美鄉 | 第二類漁港 |
| 七美漁港   | 澎湖縣七美鄉 | 第二類漁港 |

### 金門縣
共計3處
| 漁港名稱   | 地點         | 級別       |
| ---------- | ------------ | ---------- |
| 復國墩漁港 | 金門縣金湖鎮 | 第二類漁港 |
| 新湖漁港   | 金門縣金湖鎮 | 第二類漁港 |
| 羅厝漁港   | 金門縣烈嶼鄉 | 第二類漁港 |

### 連江縣
共計5處
| 漁港名稱 | 地點         | 級別       |
| -------- | ------------ | ---------- |
| 中柱漁港 | 連江縣東引鄉 | 第二類漁港 |
| 白沙漁港 | 連江縣北竿鄉 | 第二類漁港 |
| 福澳漁港 | 連江縣南竿鄉 | 第二類漁港 |
| 青帆漁港 | 連江縣莒光鄉 | 第二類漁港 |
| 猛澳漁港 | 連江縣莒光鄉 | 第二類漁港 |

## 附遊艇碼頭之漁港
共計11處
| 漁港名稱               | 地點         | 級別       |
| ---------------------- | ------------ | ---------- |
| 八斗子漁港（碧砂港區） | 基隆市中正區 | 第一類漁港 |
| 新竹漁港               | 新竹市北區   | 第一類漁港 |
| 安平漁港               | 台南市安平區 | 第一類漁港 |
| 將軍漁港               | 台南市將軍區 | 第二類漁港 |
| 興達漁港               | 高雄市茄萣區 | 第二類漁港 |
| 鼓山漁港               | 高雄市鼓山區 | 第二類漁港 |
| 旗津漁港               | 高雄市旗津區 | 第二類漁港 |
| 新港漁港               | 台東縣成功鎮 | 第二類漁港 |
| 金樽漁港               | 台東縣東河鄉 | 第二類漁港 |
| 吉貝漁港               | 澎湖縣白沙鄉 | 第二類漁港 |
| 七美漁港               | 澎湖縣七美鄉 | 第二類漁港 |

## 外部連結
- 漁業署休閒漁業網 - 臺灣漁業景點
- 漁業署遊艇停泊漁港申請及遊艇碼頭水文 （页面存档备份，存于）